# Kadaver

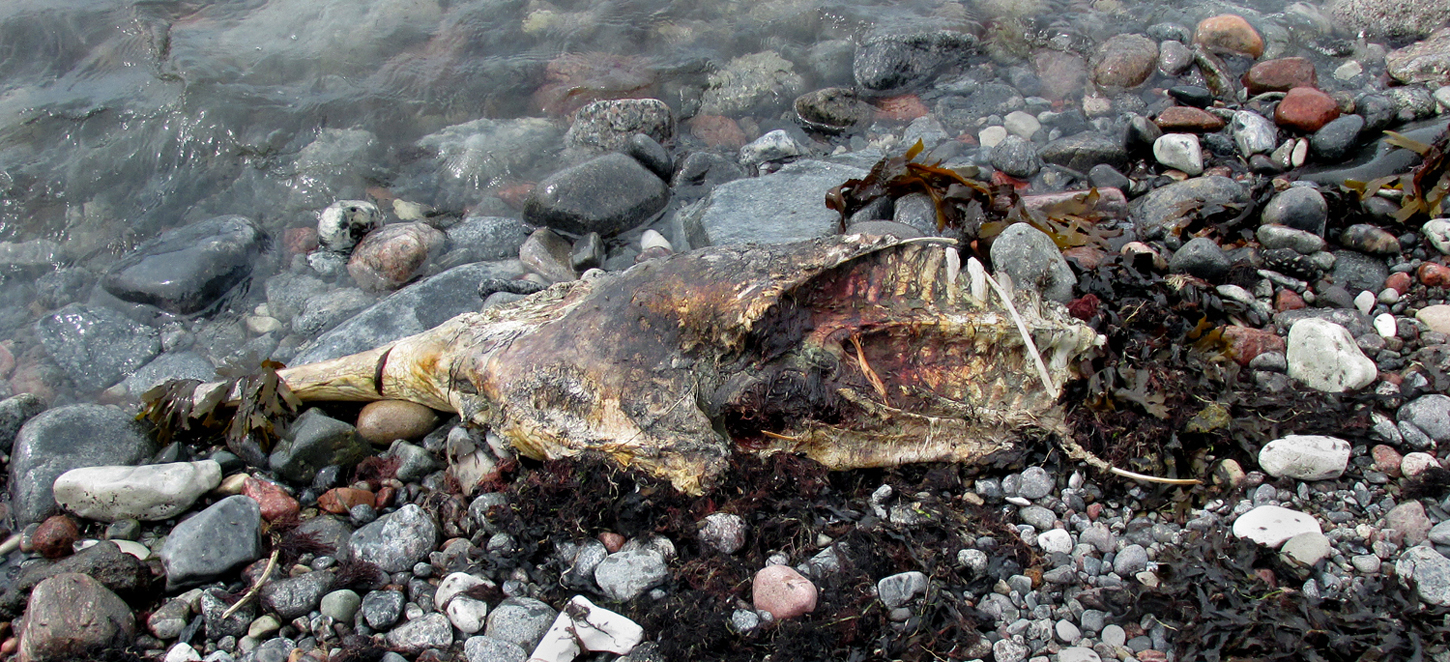
Kadaver av vuxen Tumlare. Ystad 2016.

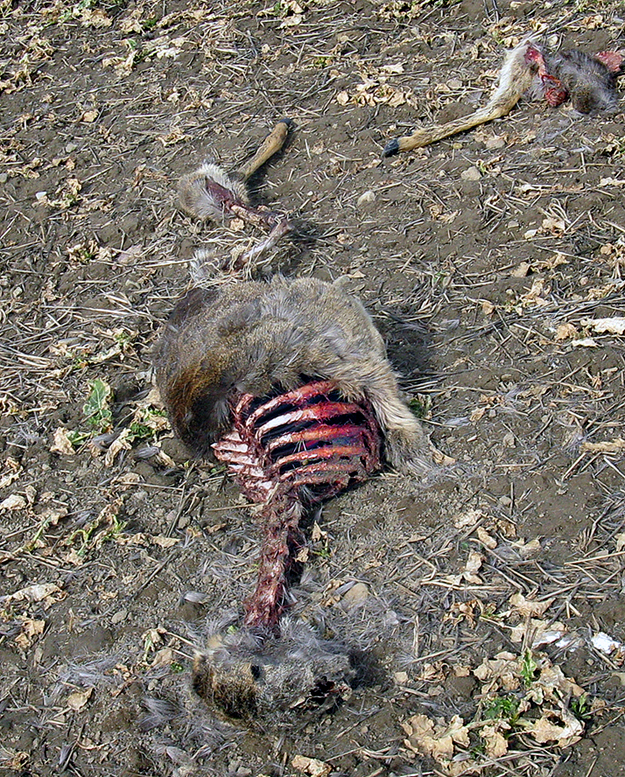
Kadaver av rådjur. Ystad 2011.

Kadaver eller as är en kropp från ett dött djur som ej blivit slaktat och tillvarataget. As utgör en viktig del av födointaget för asätare och vissa allätare som exempelvis gamar, prärievargar, flertalet björnar, samt asbaggar och många andra insekter och deras larver. Det är också en viktig näringskälla för många svampar och bakterier.
Kadaverdisciplin är att lyda någon eller något blint, som om man vore just en död kropp utan egna tankar eller känslor.
I kadaver bildas en amin som ger en typisk rutten lukt och som därav namngetts kadaverin.